# Мегурень (Келераш)
Мегурень, Мегурені (рум. Măgureni) — село у повіті Келераш в Румунії. Входить до складу комуни Серулешть.
Село розташоване на відстані 41 км на схід від Бухареста, 61 км на північний захід від Келераші.

## Населення
За даними перепису населення 2002 року у селі проживали 55 осіб, усі — румуни. Усі жителі села рідною мовою назвали румунську.